# Athlétisme aux Jeux de la Francophonie de 2023
 (avril 2025).
Si vous disposez d'ouvrages ou d'articles de référence ou si vous connaissez des sites web de qualité traitant du thème abordé ici, merci de compléter l'article en donnant les références utiles à sa vérifiabilité et en les liant à la section « Notes et références ».
Navigation
Les épreuves d'athlétisme aux Jeux de la Francophonie de 2023 se déroulent du 30 juillet au 3 août 2023 à Kinshasa, en République démocratique du Congo au sein du Stade des Martyrs. La compétition était initialement prévue du 19 au 28 août 2022.

## Résultats

### Hommes
| Épreuves                      | Or                                                                                           | Argent                                                                                | Bronze                                                                                 |
| ----------------------------- | -------------------------------------------------------------------------------------------- | ------------------------------------------------------------------------------------- | -------------------------------------------------------------------------------------- |
| 100 m (vent : +0,9 m/s)       | Emmanuel Eseme 10 s 04                                                                       | Mamadou Fall Sarr 10 s 17 (NR)                                                        | Arthur Cissé 10 s 24                                                                   |
| 200 m (vent : -0,3 m/s)       | Cheickna Traoré 20 s 37                                                                      | Fodé Sissoko 20 s 62                                                                  | Guy Maganga Gorra 20 s 64                                                              |
| 400 m                         | Cheikh Tidiane Diouf 45 s 78                                                                 | Hamza Dair 46 s 07                                                                    | Rachid M'Hamdi 46 s 26                                                                 |
| 800 m                         | Oussama Bouchaybi 1 min 47 s 74                                                              | Mostafa Smaili 1 min 47 s 76                                                          | Oussama Nabil 1 min 48 s 18                                                            |
| 1 500 m                       | Hicham Akankam 3 min 41 s 08                                                                 | Hafid Rizqy 3 min 41 s 89                                                             | Abdo-Razak Hassan Guirreh 3 min 42 s 08                                                |
| 5 000 m                       | Mohamed Ismail Ibrahim 13 min 22 s 44                                                        | Hicham Akankam 13 min 29 s 86                                                         | Emile Hafashimana 13 min 31 s 11                                                       |
| 10 000 m                      | Moumin Bouh Guelleh 28 min 47 s 15                                                           | Djamal Abdi Direh 28 min 50 s 31                                                      | Mohcin Outalha 28 min 55 s 48                                                          |
| Semi-marathon                 | Moumin Bouh Guelleh 1 h 2 min 48 s                                                           | Mohcin Outalha 1 h 3 min 0 s                                                          | Djamal Abdi Direh 1 h 3 min 32 s                                                       |
| 3 000 m steeple               | Mohamed Ismail Ibrahim 8 min 55 s 36                                                         | Mohamed Tindouft 8 min 55 s 37                                                        | Salah Eddine Ben Yazide 9 min 3 s 86                                                   |
| 110 m haies (vent : +0,7 m/s) | Louis François Mendy 13 s 38 (CR)                                                            | Saguirou Badamassi 13 s 67                                                            | Richard Diawara 13 s 69                                                                |
| 400 mètres haies              | Saad Hinti 49 s 32                                                                           | Ousmane Sidibé 49 s 58                                                                | Bienvenu Wendlasida Sawadogo 50 s 34                                                   |
| 20 kilomètres marche          | Ionuț Vasilică Plesu 1 h 39 min 11 s                                                         | Endry Muteb Sand 1 h 53 min 52 s                                                      | Alain Mbayo Kazadi 2 h 24 min 45 s                                                     |
| 4 × 100 m                     | Côte d'Ivoire Nehemiah N'Goran Gnamien Cheickna Traoré Ibrahim Diomandé Arthur Cissé 39 s 32 | Sénégal Oumar Ndoye Louis François Mendy Lamine Diallo Mamadou Fall Sarr 39 s 66      | Maurice Jonathan Bardottier Gary Noel Bibi Jesus Topize Joshan Roy Vencatasamy 39 s 71 |
| 4 × 400 m                     | Maroc Rachid M'Hamdi Aymane El Haddaoui Saad Hinti Hamza Dair 3 min 3 s 44                   | Sénégal Frédéric Mendy Ousmane Sidibé Lamine Diallo Cheikh Tidiane Diouf 3 min 3 s 66 | Liban Noureddine Hadid Marc Anthony Ibrahim Ali Mortada Mohammed Mortada 3 min 11 s 74 |
| Saut en hauteur               | Dezardin Prosper 2,15 m                                                                      | Freddy Oyono 2,05 m                                                                   | Daniel Nsue Martinez 2,00 m                                                            |
| Saut en longueur              | Appollinaire Yinra 7,99 m                                                                    | Freddy Oyono 7,84 m                                                                   | Raymondo Nkwemy Tchomfa 7,83 m                                                         |
| Triple saut                   | Hugues Fabrice Zango 17,11 m                                                                 | Amath Faye 16,61 m                                                                    | Levon Aghasyan 16,40 m                                                                 |
| Lancer du poids               | Marius Constantin Musteaţă 19,56 m                                                           | Muhamet Ramadani 18,36 m                                                              | Henry Bernard Baptiste 18,02 m                                                         |
| Lancer du disque              | Alin Firfirică 64,39 m                                                                       | Christophe Sophie 59,78 m                                                             | Marius Constantin Musteaţă 51,25 m                                                     |
| Lancer du marteau             | Jean-Ian Carré 52,50 m                                                                       | Romeo Manzila Mahambou 30,76 m                                                        | Gédéon Kalonda Nyandwe 28,18 m                                                         |
| Lancer du javelot             | Alexandru Novac 84,75 m (CR)                                                                 | Denis Adrian Both 71,89 m                                                             | Prince Yannick Kibaya 65,86 m                                                          |
| Décathlon                     | Daniel Malach 7 369 pts                                                                      | Nino Portmann 7 329 pts                                                               | Joël Tshikamba Kankonde 5 576 pts                                                      |

### Femmes
| Épreuves                           | Or | Argent | Bronze |
| ---------------------------------- | --- | --- | --- |
| 100 m (vent : -1,0 m/s)            | Maboundou Koné 11 s 24                                                                                 | Jessika Lauren Gbaï 11 s 38                                                                                      | Natacha Ngoye Akamabi 11 s 44                                                                                 |
| 200 m (vent : -0,7 m/s)            | Jessika Lauren Gbaï 22 s 43 (CR)                                                                       | Maboundou Koné 22 s 53                                                                                           | Sara El Hachimi 23 s 22 (NR)                                                                                  |
| 400 m                              | Sara El Hachimi 52 s 62                                                                                | Sita Sibiri 53 s 13 (NR)                                                                                         | Samira Awali Boubacar 53 s 39                                                                                 |
| 800 m                              | Assia Raziki 2 min 9 s 45                                                                              | Soukaina Hajji 2 min 9 s 67                                                                                      | Cristina Daniela Balan 2 min 10 s 28                                                                          |
| 1 500 m                            | Wafa Zeroual 4 min 44 s 45                                                                             | Soukaina Hajji 4 min 44 s 98                                                                                     | Rababe Arafi 4 min 45 s 42                                                                                    |
| 5 000 m                            | Rahma Tahiri 15 min 56 s 71 (CR)                                                                       | Kaoutar Farkoussi 15 min 57 s 91                                                                                 | Soukaina Atanane 16 min 5 s 34                                                                                |
| 10 000 m                           | Soukaina Atanane 33 min 1 s 25                                                                         | Kaoutar Farkoussi 33 min 11 s 67                                                                                 | Samiyah Hassan Nour 33 min 21 s 50                                                                            |
| Semi-marathon                      | Rahma Tahiri 1 h 13 min 23 s                                                                           | Hanane Qallouj 1 h 13 min 46 s                                                                                   | Selina Ummel 1 h 17 min 8 s                                                                                   |
| 3 000 m steeple                    | Ikram Ouaziz 9 min 52 s 74                                                                             | Gresa Bakraqi 10 min 48 s 25                                                                                     | Clarisse Asifiwe Nzabava 12 min 11 s 53                                                                       |
| 100 mètres haies (vent : +0,7 m/s) | Sidonie Fiadanantsoa 13 s 01                                                                           | Anamaria Nesteriuc 13 s 20                                                                                       | Larissa Bertényi 13 s 58                                                                                      |
| 400 mètres haies                   | Noura Ennadi 55 s 17                                                                                   | Christelle Linda Angounou 56 s 68                                                                                | Sita Sibiri 58 s 04                                                                                           |
| 20 kilomètres marche               | Mihaela Acatrinei 1 h 47 min 36 s                                                                      | Béatrice Taykio'o Hamidou 1 h 54 min 35 s (NR)                                                                   | Gracia Ladisa Munzeza 2 h 4 min 54 s                                                                          |
| 4 × 100 m                          | Cameroun Stéphanie Njuh Nsella Christelle Linda Angounou Irène Bell-Bonong Herverge Kole Etane 44 s 78 | République du Congo Cécilia Bouélé Bondo Élodie Malessara Flora Kouvoutoukila Natacha Ngoye Akamabi 45 s 49 (NR) | Roumanie Marina Andreea Baboi Valeria Bisericescu Anamaria Nesteriuc Cristina Daniela Balan 45 s 56           |
| 4 × 400 m                          | Maroc Selma Lehlali Assia Raziki Sara El Hachimi Noura Ennadi 3 min 33 s 89 (NR)                       | Cameroun Irène Bell-Bonong Adèle Mafogang Tenkeu Herverge Kole Etane Christelle Linda Angounou 3 min 40 s 84     | Roumanie Marina Andreea Baboi Lenuta Petronela Simiuc Anamaria Nesteriuc Cristina Daniela Balan 3 min 45 s 57 |
| Saut en hauteur                    | Fatoumata Balley 1,76 m                                                                                | Federica Apostol 1,73 m                                                                                          | Rhizlane Siba 1,73 m                                                                                          |
| Saut en longueur                   | Marthe Koala 6,94 m (CR, NR)                                                                           | Yousra Lajdoud 6,55 m (NR)                                                                                       | Véronique Kossenda Rey 6,42 m                                                                                 |
| Triple saut                        | Saly Sarr 14,00 m                                                                                      | Véronique Kossenda Rey 13,97 m                                                                                   | Diana Maria Ion 13,94 m                                                                                       |
| Lancer du poids                    | Norrah Lemongo Nkoulou 14,99 m                                                                         | Nora Atim Monie 14,74 m                                                                                          | Nassira Koné 12,26 m                                                                                          |
| Lancer du disque                   | Nora Atim Monie 57,81 m                                                                                | Yelena Mokoka 53,85 m (NR)                                                                                       | Andreea Iuliana Lungu 51,01 m                                                                                 |
| Lancer du marteau                  | Bianca Ghelber 73,20 m                                                                                 | Juliane Claire 53,45 m                                                                                           | Exaucée Koussalouka 45,81 m                                                                                   |
| Lancer du javelot                  | Selma Rosun 47,91 m                                                                                    | Marie-Vanessa Collin 45,38 m                                                                                     | Rose Mulambavu Tiba 39,10 m                                                                                   |

### Handisport

#### Hommes
| Épreuves                                     | Or                                   | Argent                                     | Bronze                              |
| -------------------------------------------- | ------------------------------------ | ------------------------------------------ | ----------------------------------- |
| 200 mètres T42-44 & T61-64 (vent : -0,6 m/s) | Arz Zahreddine 25 s 02               | Succes Rimoyal 28 s 85                     | Victor Allere 29 s 70               |
| 200 mètres T45-47 (vent : -1,2 m/s)          | Ayoub Sadni 21 s 71                  | Ibrahim Dayabou Abdou 23 s 15              | Fayssal Atchiba 23 s 31             |
| Saut en longueur T42-47 & T61-64             | Souley Soumaila Oumarou 6,45 m       | Bouba Ibrahim 6,44 m                       | Abdelkbir Jaddi 6,30 m              |
| Lancer du javelot F42-46 & F61-64            | Zakariae Ez-Zouhri 57,92 m (935 pts) | Gregoir Shukuru Mikekemo 26,69 m (210 pts) | Loic Wandji Ngono 28,70 m (150 pts) |

#### Femmes
| Épreuves                       | Or                              | Argent                           | Bronze                          |
| ------------------------------ | ------------------------------- | -------------------------------- | ------------------------------- |
| 100 m T11-12 (vent : +2,3 m/s) | Julie Anndora Asaun 13 s 45     | Guerlin Mpemissi Moukari 16 s 26 | Rachel Mwanini Bahezire 18 s 34 |
| 100 m T13 (vent : +0,6 m/s)    | Rahinatou Moné 14 s 04          | Saadatou Mahamadou 16 s 04       | Zeinabour Alimoutari 16 s 38    |
| Saut en longueur T11-12        | Fran Nekingam Djerambete 3,09 m | Sadjangar Moudjimadji 2,37 m     | Non attribuée                   |
| Saut en longueur T13           | Rahinatou Moné 3,96 m           | Saadatou Mahamadou 3,67 m        | Bulenda Shimirayi 3,49 m        |
| Lancer du poids F40-41         | Youssra Karim 8,90 m            | Hayat El Garaa 8,07 m            | Ibtissam El Garaa 7,08 m        |
| Lancer du disque F40-41        | Youssra Karim 35,65 m           | Hayat El Garaa 29,78 m           | Ibtissam El Garaa 26,47 m       |

## Légende
Records et Performances
- AR : Record continental (area record)
- CR : Record des championnats (championship record)
- MR : Record du meeting (meet record)
- NR : Record national (national record)
- OR : Record olympique (olympic record)
- PR : Record paralympique (paralympic record)
- PB : Record personnel (personal best)
- SB : Meilleure performance personnelle de la saison (season's best)
- WL : Meilleure performance mondiale de l'année (world leader)
- WJR : Record du monde junior (world junior record)
- WR : Record du monde (world record)

Circonstances et Conditions
- DNF : N'a pas terminé (did not finish)
- DNS : N'a pas pris le départ (did not start)
- DQ : Disqualification (disqualification)
- NM : Aucun essai valable enregistré (No Mark)
- Q : Qualifié « directement » au prochain tour (ou à la prochaine compétition), lors d'une compétition majeure, grâce au classement ou à la réalisation des minima (automatic qualifier)
- q : Qualifié au prochain tour (ou à la prochaine compétition), lors d'une compétition majeure, grâce au repêchage ou à la réalisation de l'une des meilleures performances parmi celles des « non qualifiés directement » (grâce au meilleur temps ou à la meilleure distance par exemple) (secondary qualifier)